# Юсуф Язъджъ
Юсуф Язъджъ (на турски: Yusuf Yazıcı) е турски футболист, полузащитник. Играе за Олимпиакос и националния отбор на своята страна.

## Клубна кариера
Юноша е на Трабзонспор. Дебютира за мъжкия отбор на 22 декември 2015 г. в двубой от Купата на Турция срещу Газиантепспор. На 8 май 2016 г. вкарва първите си голове, като се разписва два пъти и дава две асистенции за разгрома с 6:0 над Ризеспор. След като Трабзонспор продава халфа Мехмет Екичи във Фенербахче, Юсуф успява да го замести и да стане важен играч за тима. Изявите на Язъджъ хващат окото на отбори като Манчестър Юнайтед и ПСВ Айндховен.
През сезон 2017/18 се превръща в звездата на Трабзонспор, като вкарва 10 гола в 33 срещи. След края на кампанията е избран в списъка на най-перспективните играчи за сезона на УЕФА. През 2018/19 статистиката му е по-скромна, като вкарва 4 гола и дава 3 асистенции в 30 двубоя.
През лятото на 2019 г. е привлечен от френския Лил за 17,5 милиона евро. Дебютира в първия мач за сезона срещу Нант, като се появява като резерва. Кампанията отива по-скоро за адаптация на Юсуф, като той вкарва едва едно попадение в 18 срещи. През сезон 2020/21 обаче Юсуф е в основата на успехите на Лил, заедно със сънародниците си Зеки Челик и Бурак Йълмаз. Тимът печели шампионската титла само с три загуби през сезона и играе 1/16-финал в Лига Европа. Най-запомнящият се мач на Юсуф е при победата срещу Милан в груповата фаза на Лига Европа, като той вкарва хеттрик. С общо 7 гола в турнира полузащитникът се нарежда сред голмайсторите през сезона. През сезон 2021/22 обаче губи титулярното си място поради чести контузии.
През януари 2022 г. преминава под наем в ЦСКА Москва с опция за закупуване. Веднага става водеща фигура в състава, като в дебюта си вкарва в Главното московско дерби срещу Спартак Москва от пряк свободен удар, а „армейците“ печелят с 2:0. Скоро започва да бъде пускан като централен нападател поради липсата на такъв в състава. Рокадата се отплаща и Язъджъ вкарва в първите си 5 мача с екипа на ЦСКА, ставайки единственият чужденец в руския футбол с такова постижение. Московчани записват серия от 6 поредни успеха, а при разгрома над Рубин с 6:1 Юсуф вкарва хеттрик.
Добрата форма на ЦСКА обаче се губи към края на сезона и „армейците“ остават едва на пета позиция. Във всички турнири Язъджъ записва 12 мача и вкарва 8 гола. Руският клуб не успява да закупи Язъджъ и той се завръща в Лил през юни 2022 г.

## Национален отбор
Дебютира за националния отбор на 11 юни 2017 г. в мач срещу Косово. Турция спечелва с 4:1, а Язъджъ асистира за последния гол. Първия си гол за Турция вкарва през 2019 г. при успеха срещу Молдова с 4:0. Част е от състава за Евро 2020, но тимът не успява да премине груповия етап на турнира.

## Успехи

### Клубни
- Шампион на Франция – 2020/21
- Суперкупа на Франция – 2021

### Индивидуални
- Футболист на месеца в Лига 1 – декември 2020
- Голмайстор на Лига Европа – 2020/21